# ステファニー・ヨーステン
ステファニー・ヨーステン（Stefanie Joosten, 1988年8月5日 - ）は、２０１１年から２０１７年まで日本で活動していたオランダ人モデル、女優。オランダリンブルフ州ヘールレン出身。フリー・ウエイブ所属。

## 人物
オランダのライデン大学で日本語を専攻。2008年から2009年まで同志社大学に交換留学生として在籍。
卒業後、2012年から本格的に日本で芸能活動。様々なCMに出演し、2013年に行われた舞台『晩餐』ではナタリー役に選ばれる。また、コナミデジタルエンタテインメントの『メタルギアソリッドV』では、女性狙撃手クワイエットの実写モデルに起用された。
趣味はカラオケ、ゲーム、スポーツジム通い（ヨガ、ランニング、ダンス）、映画。好きな食べ物は鍋料理、お好み焼き、おでん、フルーツ、チョコレート。

## モデル活動

### 雑誌・カタログ
- AneCan「AneCan×GUCCI」（2012年、小学館）
- Melrose Claire カタログ（2012年）
- ゼクシィ リゾートムック（2012年、リクルート）
- アルバ・ローザ カタログ＆WEB（2012年）
- ビームス ギフトカタログ（2012年）
- ワタベウェディング カタログ（2014年）
- ホテルニューグランド（2014年）

### ウェブサイト
- ラムダッシュ WEBムービー（2012年、パナソニック）
- TOMMY HILFIGER WEBカタログモデル（2013年 - 2014年）

## 出演

### CM
- C.C.レモン（2012年、サントリーフーズ）
- ソフラン アロマリッチ（2013年、ライオン）
- メガネの三城（2014年）
- FIFA World Cup Brazil（2014年、日本マクドナルド）

### 舞台
- 晩餐（2013年、TAKUMA FESTIVAL JAPAN）

### テレビドラマ
- ザ・プレミアム「撃墜 3人のパイロット」（2014年、NHK BSプレミアム）

### CD
- となりの関くん うたじゃない!?CD「迷惑スペクタクル オランダ語の時間」（2014年、キングレコード）

### ゲーム
- METAL GEAR SOLID V THE PHANTOM PAIN（2015年、コナミデジタルエンタテインメント） - クワイエット 役
- Last Labyrinth（2019年） - カティア 役

### 映画
- トランジット17 第17区 Transit 17 （2019年） - Snow 役